# Estoc de pop
Estoc de pop és un magazín cultural emès a la cadena TV3 entre el 18 de gener de 1984 i el 1985, realitzat per Manuel Huerga conjuntament amb Elena Posa. Va ser el primer programa musical i d'actualitat cultural de TV3, amb continguts innovadors, i comptava amb un equip provinent de l'escola experimental amb Juan Bufill i Jordi Beltrán. Va comptar amb prominents actuacions musicals d'autors destacats de la dècada del 1980 com Gato Pérez, Depeche Mode, Talking Heads, The Pretenders, Simple Minds, The Human League o Joe Jackson.
A finals de 1985 Huerga va proposar a la direcció de TV3 substituir el programa amb "un full en blanc sense contingut ni duració fixa". Així va néixer el seu programa successor, Arsenal. En total es van fer 76 programes.

## Premis
- Antena de Oro 1987[3]